# أبيمديون مستدق
أبيمديون مستدق (الاسم العلمي: Epimedium acuminatum) هو نوع من النباتات يتبع جنس الأبيمديون من الفصيلة البرباريسية.